# Cephonodes
Genre
Le genre Cephonodes regroupe des insectes lépidoptères de la famille des Sphingidae, sous-famille des Macroglossinae et de la tribu des Dilophonotini.

## Systématique
Le genre a été créé par l’entomologiste allemand Jakob Hübner en 1819. L'espèce type pour le genre est Cephonodes hylas.

### Synonymie
- Potidaea Wallengren, 1858

## Liste des espèces
D'après CatalogueOfLife :
- Cephonodes apus (Boisduval, 1833)
- Cephonodes armatus Rothschild & Jordan, 1903
- Cephonodes banksi Clark 1923
- Cephonodes hylas (Linnaeus, 1771)
- Cephonodes janus Miskin, 1891
- Cephonodes kingii (WS Macleay, 1826)
- Cephonodes leucogaster Rothschild & Jordan, 1903
- Cephonodes lifuensis Rothschild, 1894
- Cephonodes novebudensis Clark, 1927
- Cephonodes picus (Cramer, 1777)
- Cephonodes rothschildi Rebel, 1907
- Cephonodes rufescens Griveaud, 1960
- Cephonodes santome Pierre, 2002
- Cephonodes tamsi Griveaud, 1960
- Cephonodes titan Rothschild, 1899
- Cephonodes trochilus (Guerin-Meneville, 1843)
- Cephonodes woodfordii Butler, 1889
- Cephonodes xanthus Rothschild & Jordan, 1903

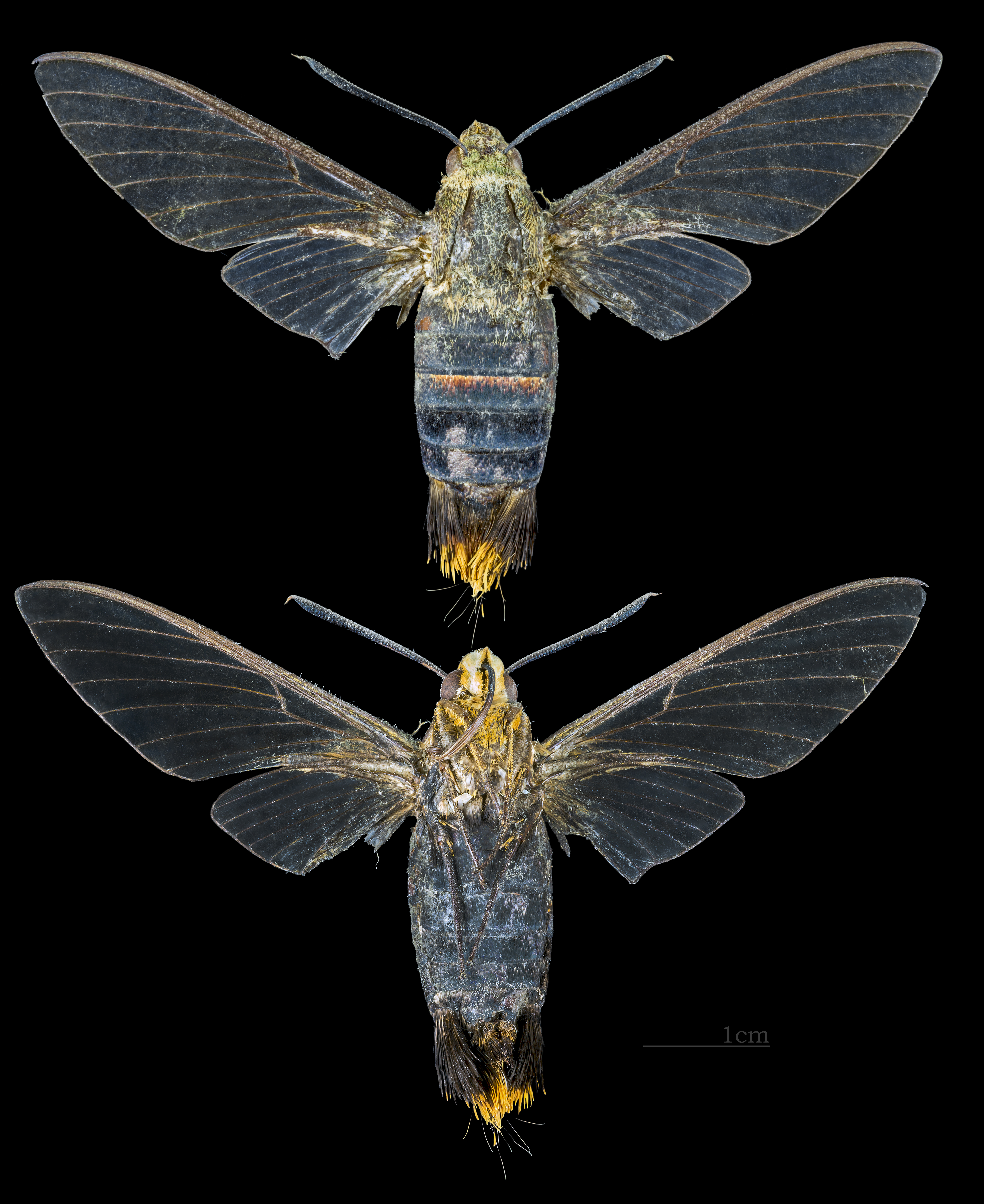
Cephonodes banksi
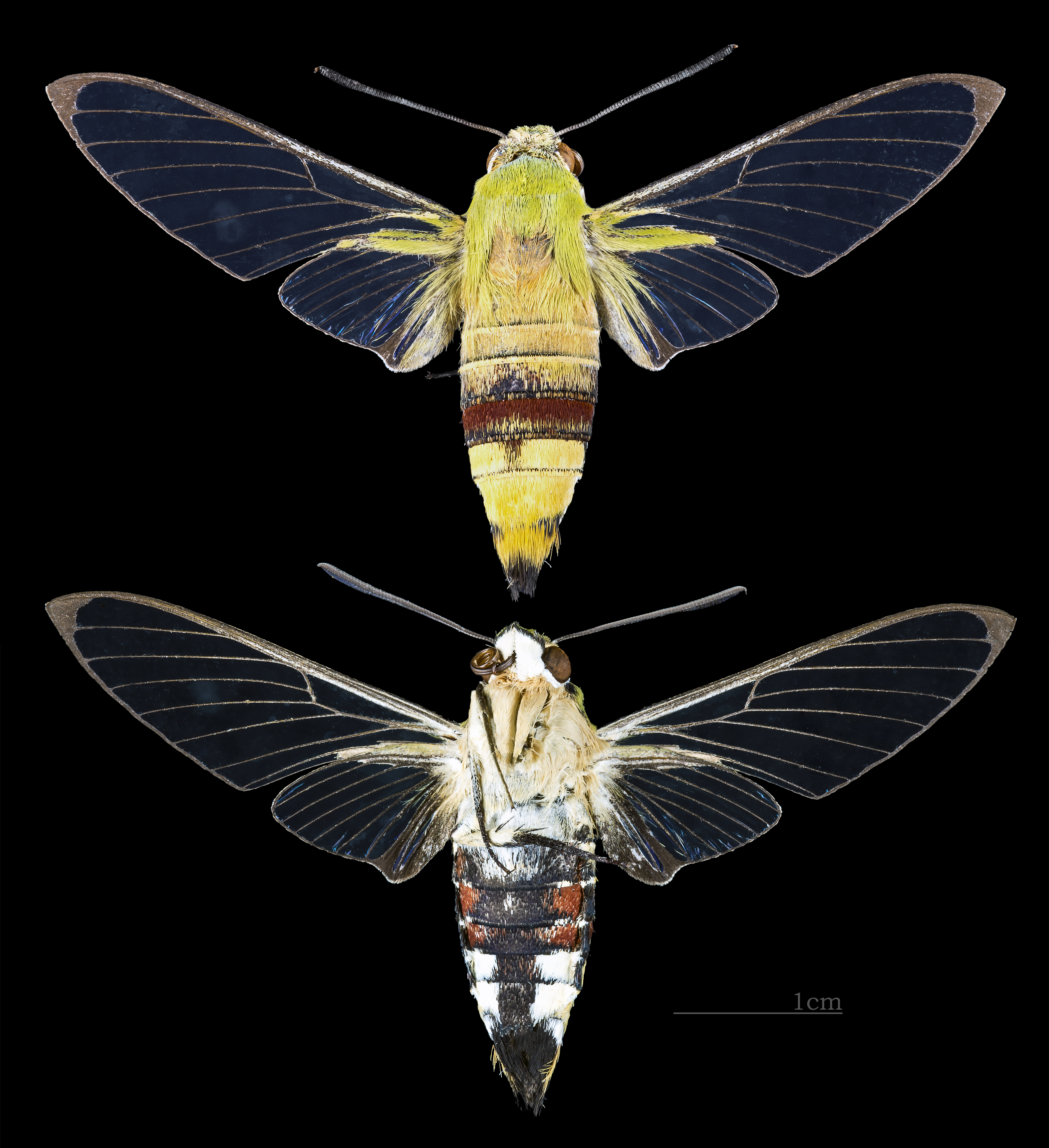
Cephonodes hylas
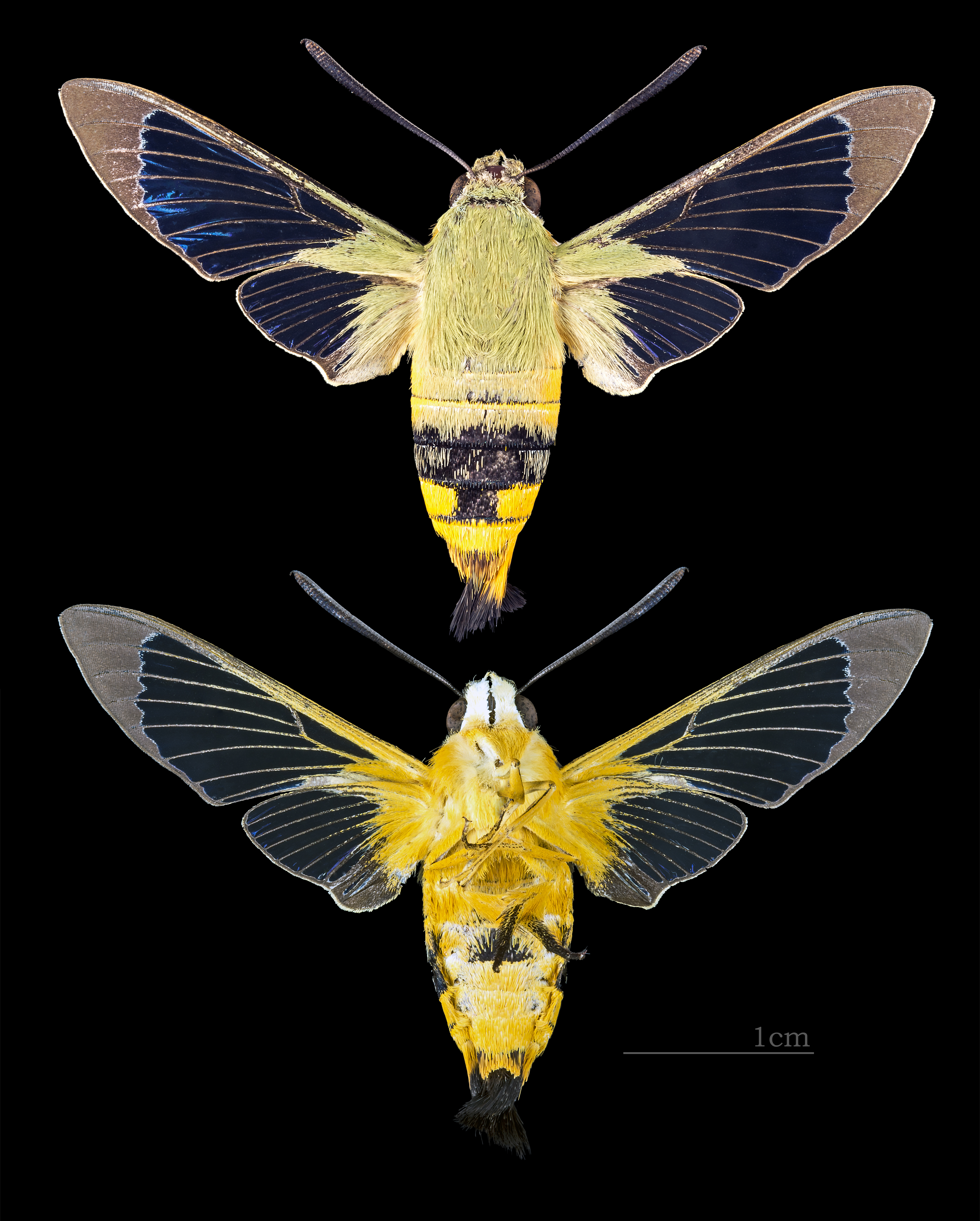
Cephonodes kingii
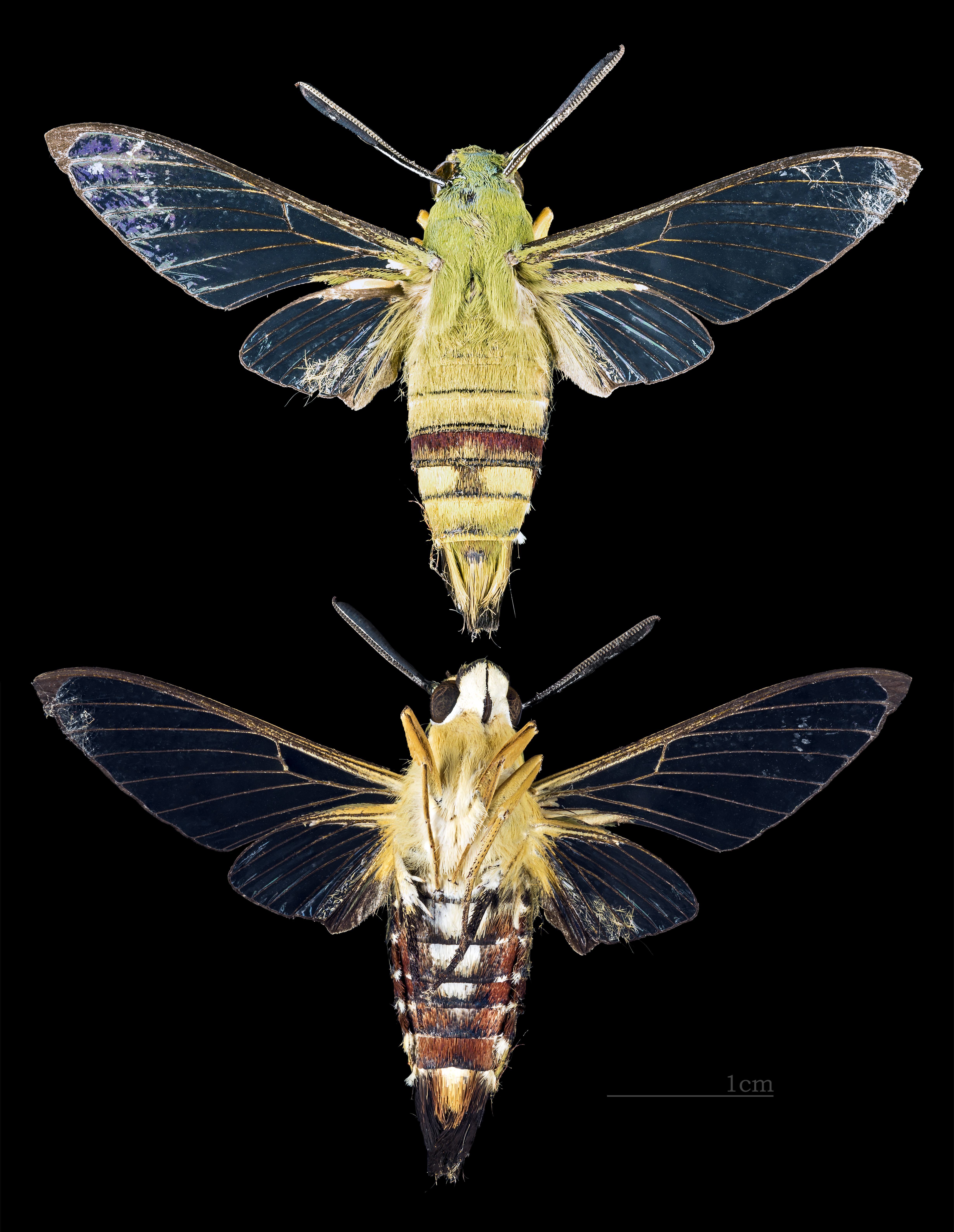
Cephonodes picus